# Штасфурт
Штасфурт (нем. Staßfurt, в.-луж. Staribrod - "Старый Брод") — город в Германии, в земле Саксония-Анхальт.
Входит в состав района Зальцланд. Подчиняется управлению Штасфурт. Население составляет 28 605 человек (на 31 декабря 2010 года). Занимает площадь 58,21 км². Официальный код — 15 3 52 035.
Город подразделяется на 4 городских района.

## История
Соляные варницы существуют здесь с XIII в. Добыча поваренной соли процветала в XVI и XVII вв., находясь в руках местного дворянства. В 1796 г. владение соляными копями перешло к прусскому королю. К 1840-м гг. запасы поваренной соли в верхних пластах стали истощаться; при углублении шахт до 200 и глубже метров встретились чрезвычайно мощные пласты соли, которые, вследствие высокого содержания горьких солей, считались в то время непригодными для разработки; эти пласты, богатые калиевыми и магниевыми солями, получили название Abraumsalze (отбросной мусорной соли). Лишь в конце 1850-х гг. было оценено техническое значение штассфуртских залежей, и в настоящее время они составляют неисчерпаемый источник богатства для всего штассфуртского района. В 1860-х годах началась разработка соляных залежей во всем штассфуртском бассейне (кроме самого Ш. — Леопольдсгалль, Дугласгалль, Нейштассфурт, Шмидтмансгалль и др.). 

## Фотографии

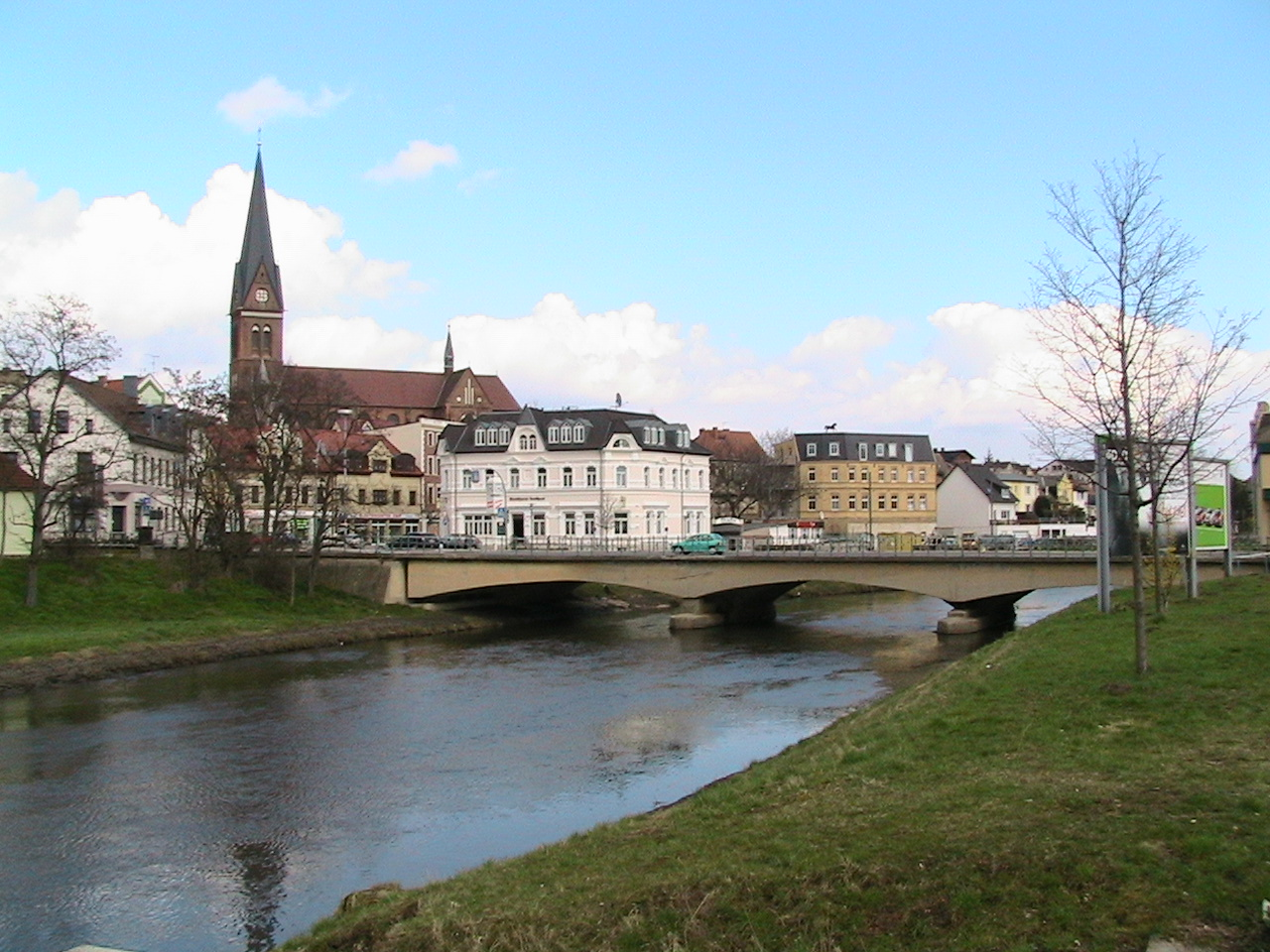
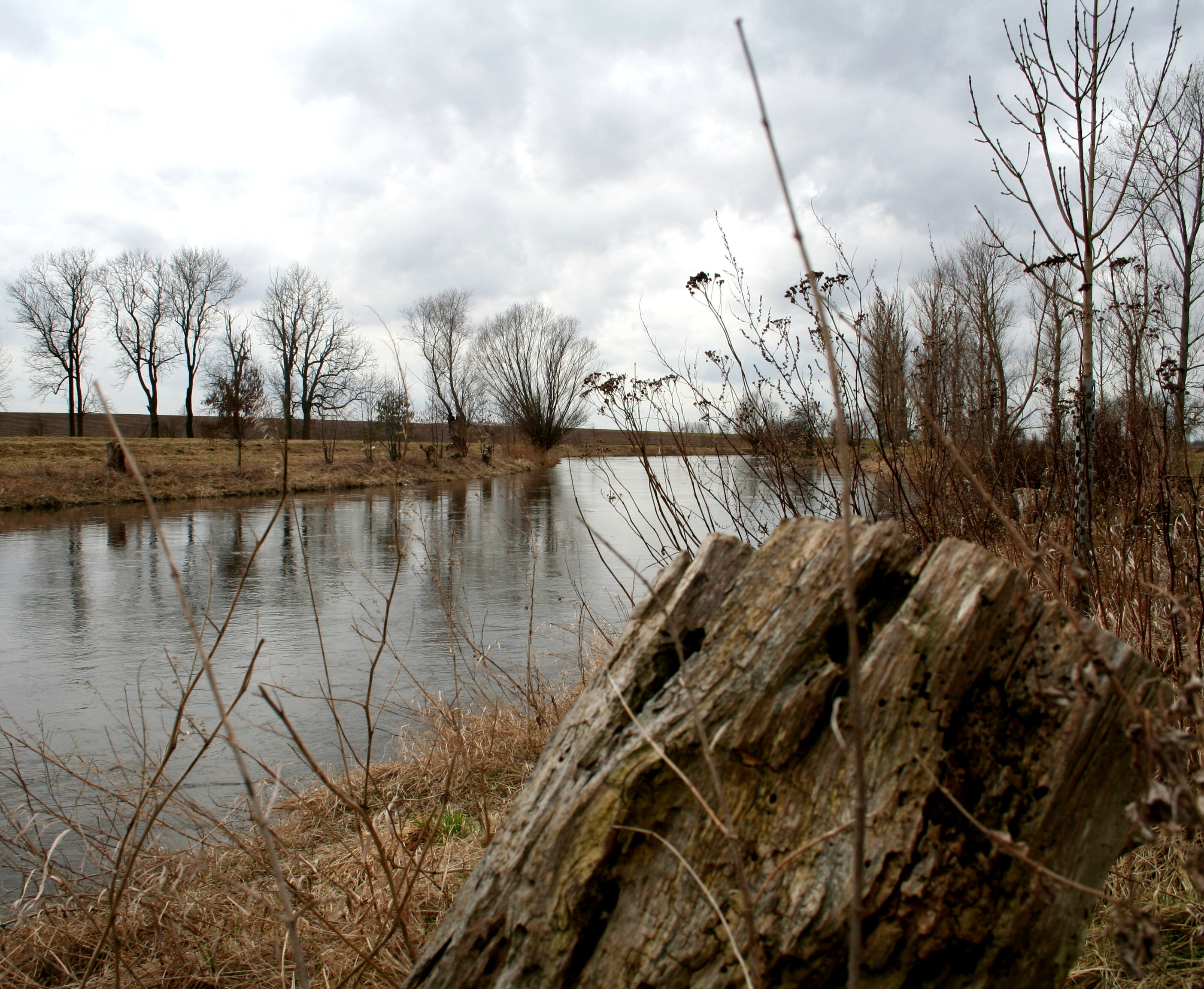
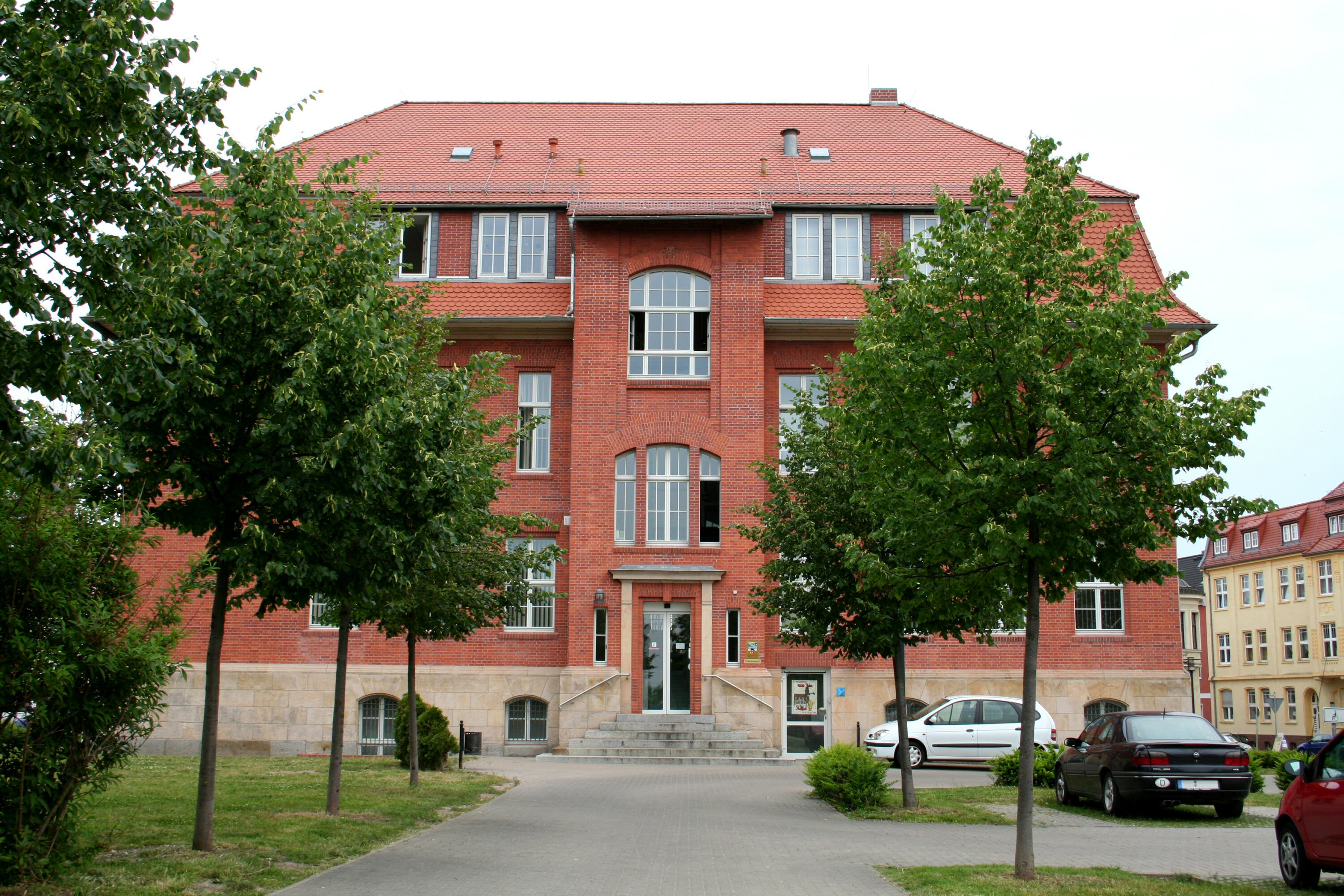
Ратуша
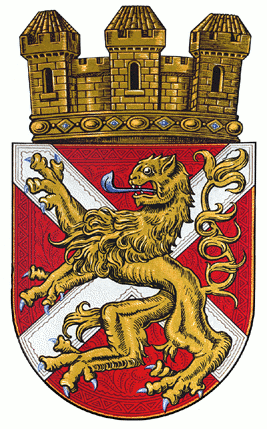
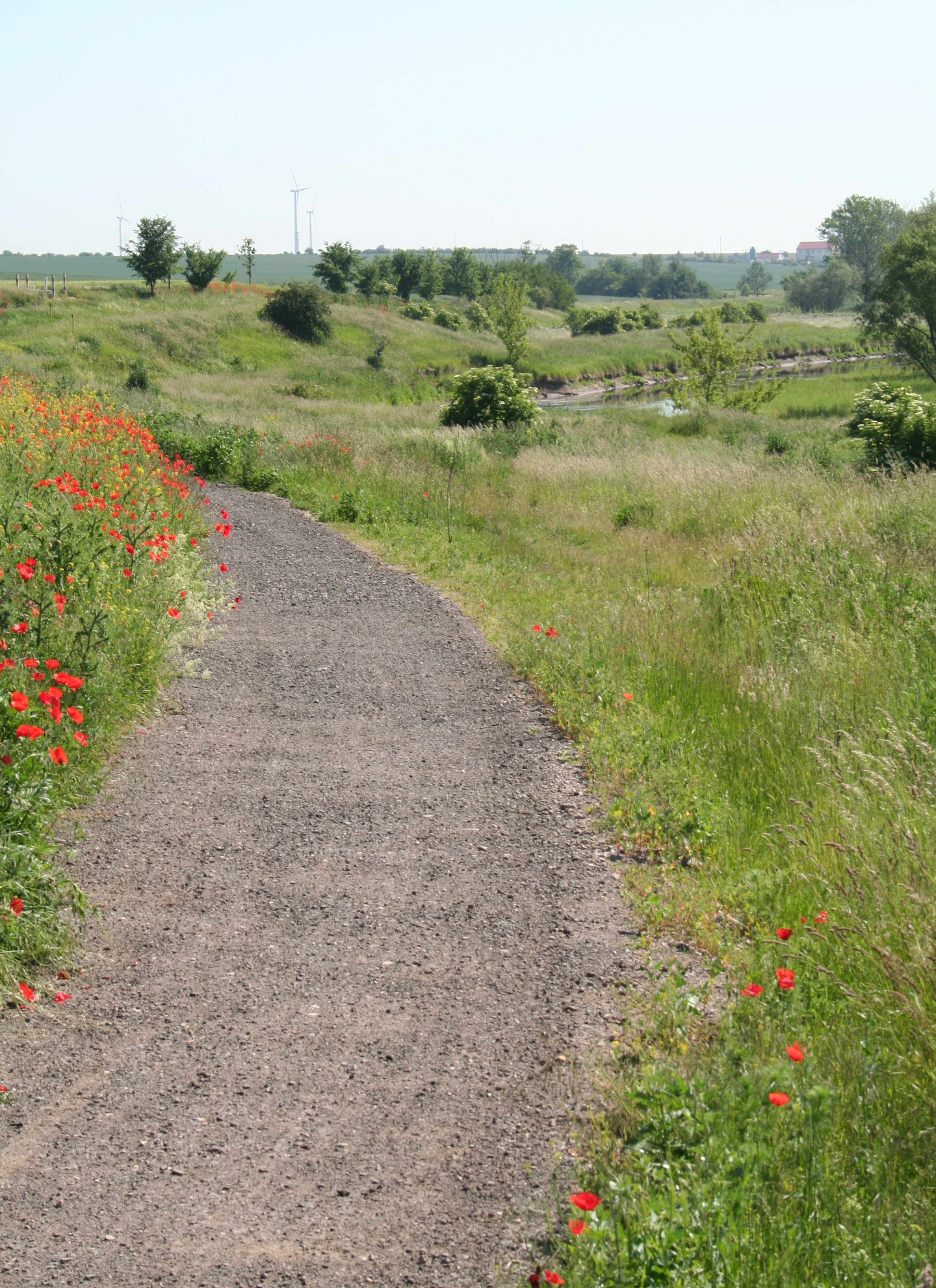
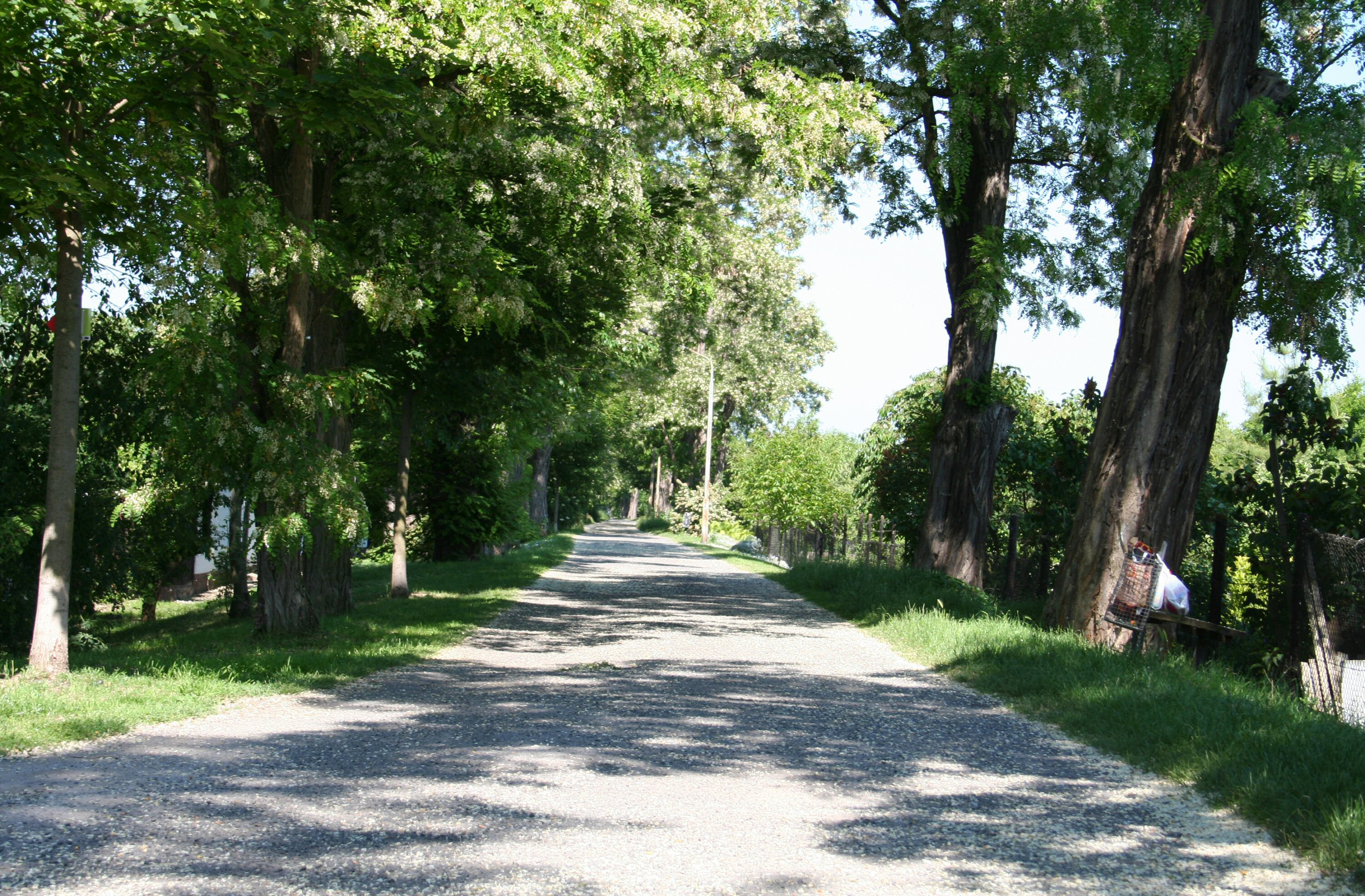
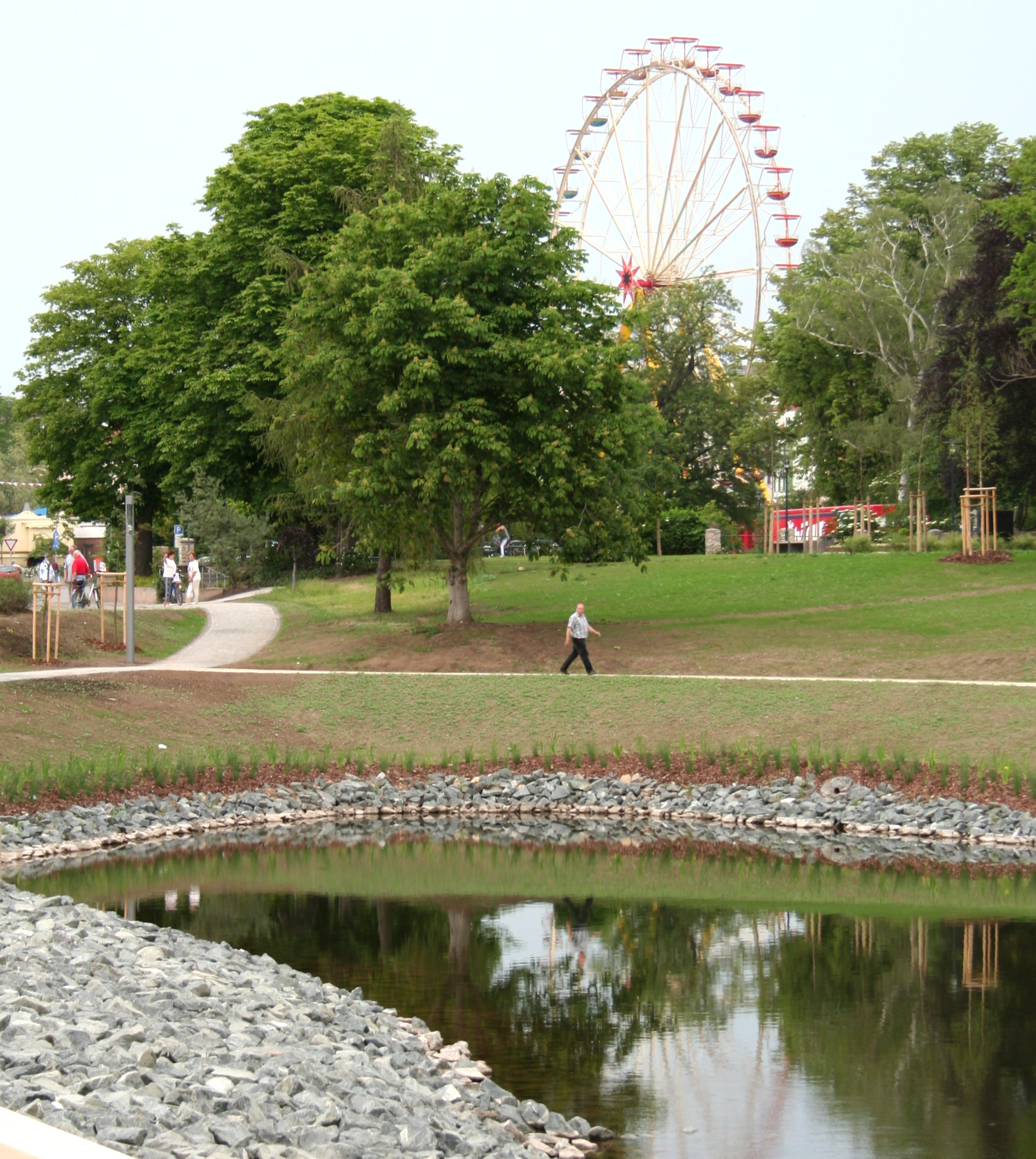
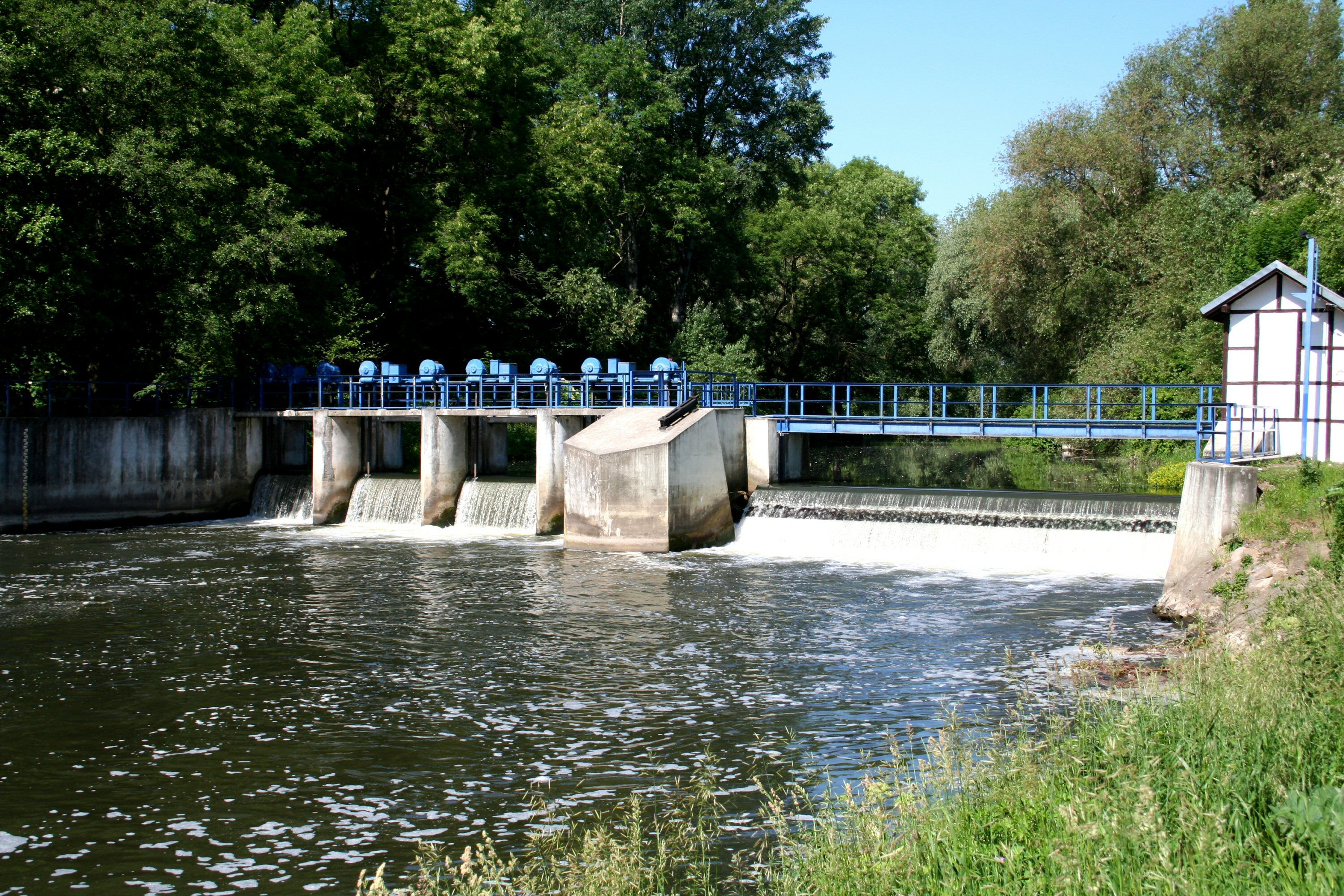
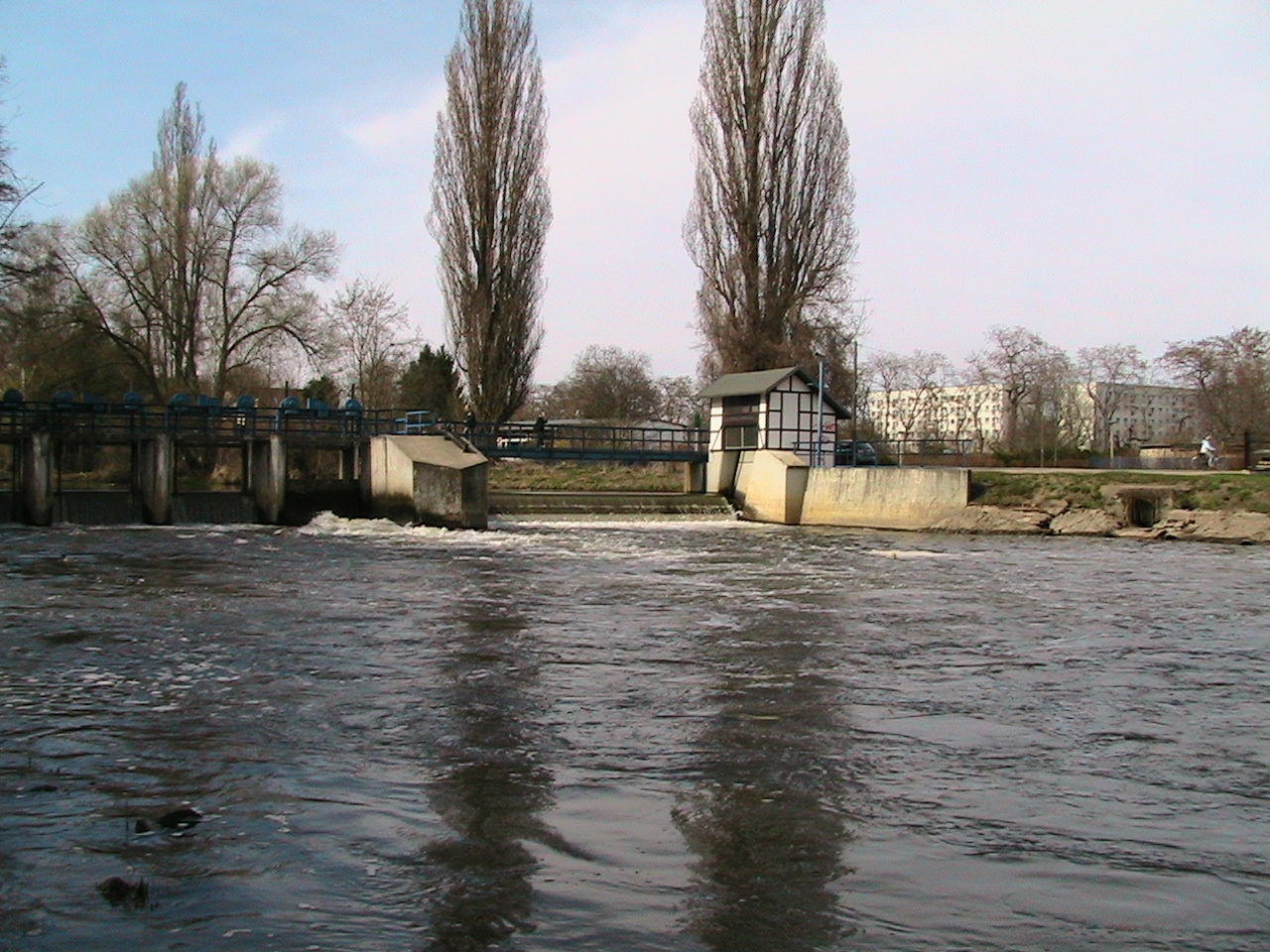
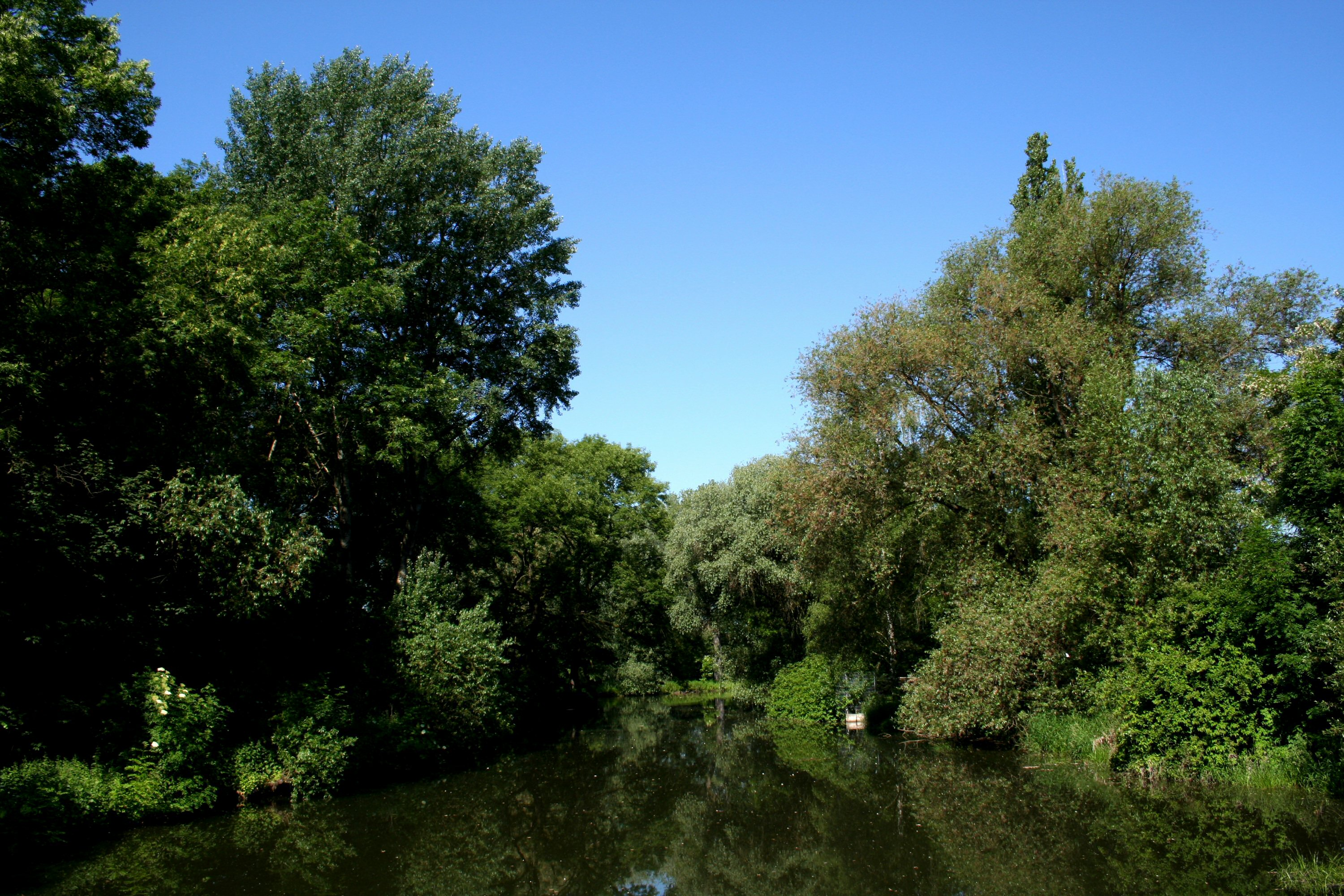
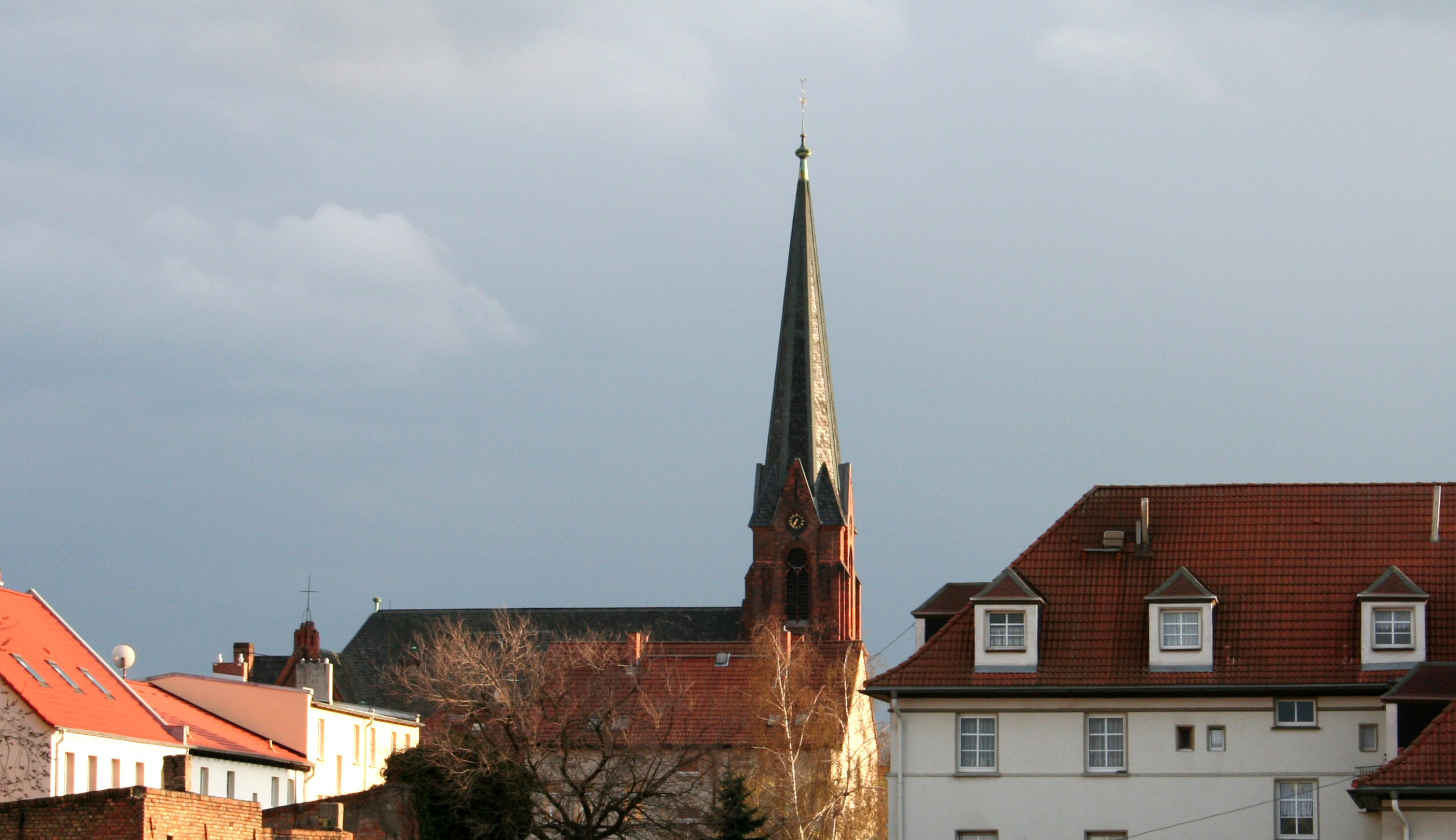
Церковь
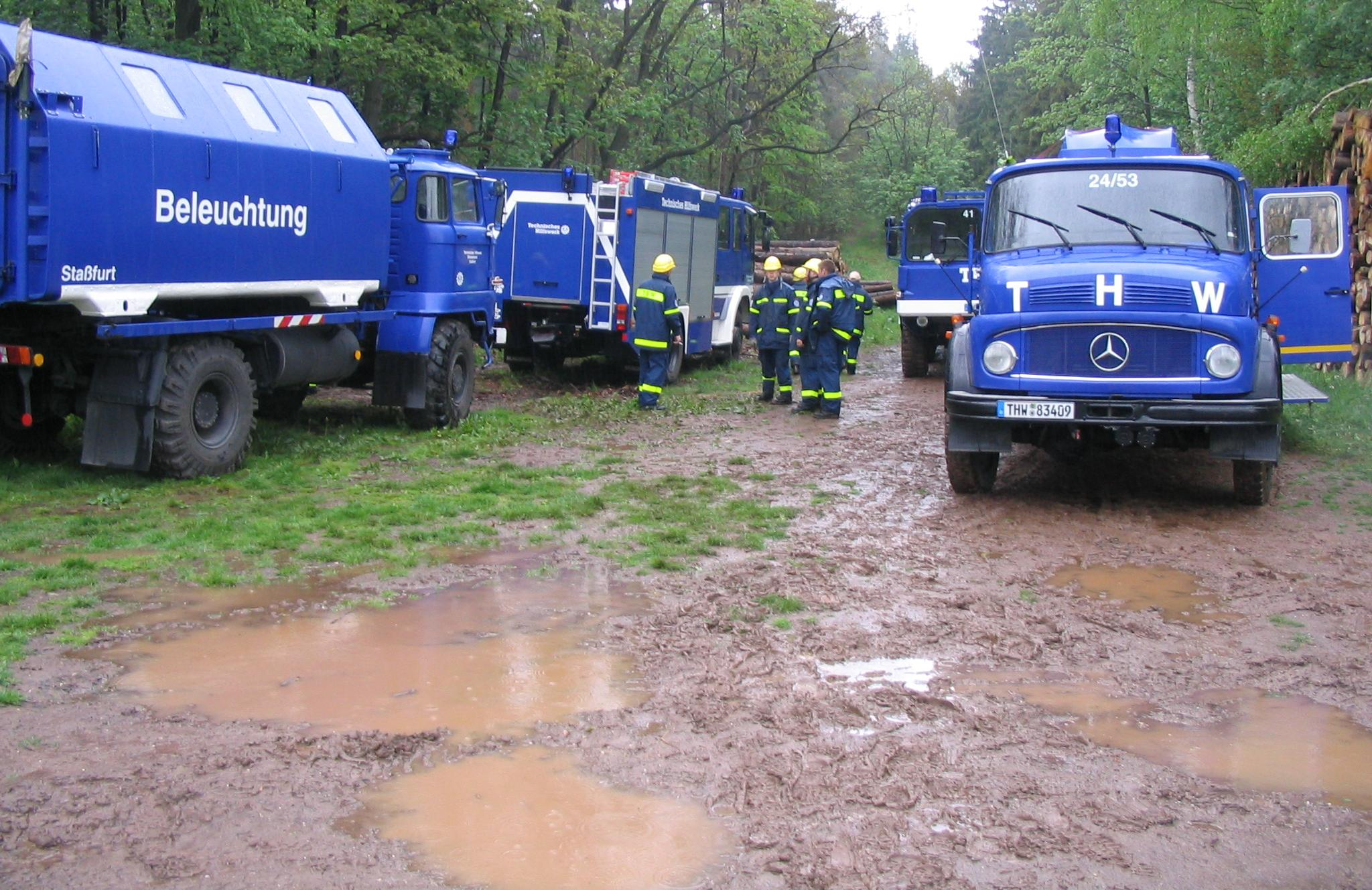